# 岩出秀平
岩出 秀平（いわで しゅうへい）は、日本の電子情報工学者。大阪工業大学情報科学部コンピュータ科学科（現：情報知能学科）元教授。理学博士（大阪大学）。元IEEE Symposium on Low-Power and High-Speed Chips (COOL Chips) Organizing/Advisory Committeeメンバー。元半導体理工学研究センター(STARC)運営委員・研究評価委員。元半導体産業研究所(SIRIJ)技術委員。元日本電子機械工業会半導体委員会/システムLSI研究会委員。
専門は、計算機科学、半導体システム工学（特にLSI・ASIC）、電子回路・物理学。

## 略歴
1976年大阪大学理学部物理学科卒業。1978年同大学大学院理学研究科物理学専攻修士課程修了。1982年理学博士（大阪大学）。三菱電機研究部門にて、主にLSI・ASICの開発に従事。同社ULSI研究所システムLSIコア開発部長、1998年同社システムLSI事業化推進センター先端システムLSI技術開発部長などを経て、2003年大阪工業大学情報科学部に着任。同学部コンピュータ科学科（現：情報知能学科）教授・同学科長を経て、2017年大阪工業大学退官。
大阪工業大学情報科学部にて15年近くの長きに渡り教鞭を執り、電子情報工学（特にLSI）の研究・育成に貢献した。退官後は、大阪学院大学大学院教授も務める。
主な所属学会は、情報処理学会、IEEE、電気学会、電子情報通信学会。主な著書は、実用プロセッサ技術 初版/第2版/第3版（共著、ムイスリ出版2009/2012/2021、学術書）、明快解説・箇条書式ディジタル回路 初版/第2版/第3版（単著、ムイスリ出版2006/2012/2018、学術書）。

## 主な研究
- 大規模高速ASIC用クロック分配回路レイアウト設計ツールの開発
- 基盤バイアス自動制御MT-COS回路技術を用いたLSI低消費電力化
- 90nmテクノロジにおける携帯機器向け低消費電力LSIに搭載するSRAMのゲートリーク低減方法：VLSI回路・デバイス技術 - ルネサステクノロジー・松下電器産業（現：パナソニック）との共同研究[3]
- フラグスキャンレジスタを用いた内臓RAMテスト法
- 位相比較器の非線形性を考慮したCDR-PLL回路のプルイン動作解析[4]
- 画像・音響プロセッサの研究